# Teen Choice Awards 2010
Teen Choice Awards 2010 odbyło się 8 sierpnia 2010 roku. Transmisja z rozdania nagród odbyła się natomiast dzień później, 9 sierpnia 2010 roku, w telewizji Fox. W tym roku nagrody podzielono na kategorie. Galę prowadziła Katy Perry, która wykonała swój hit Teenage Dream. Oprócz niej wystąpili również Jason Derülo, Travis McCoy, Justin Bieber i wiele więcej.

## Prezenterzy
- Katy Perry
- Sandra Bullock
- Leighton Meester
- Ashley Greene
- Robert Pattinson
- David Archuleta
- Kristen Bell
- John Cena
- Miranda Cosgrove
- Jason Derülo
- Diddy
- Zac Efron
- Victoria Justice
- Kim Kardashian
- Khloe Kardashian
- Kourtney Kardashian
- Zachary Levi
- Jim Parsons
- Ryan Sheckler
- Yvonne Strahovski
- Shailene Woodley

## Nominacje

### Film
| Najlepszy taniec | Najlepsza kobieca postać skupiająca uwagę |
| --- | --- |
| - Sandra Bullock i Betty White – Narzeczony mimo woli - Tina Fey i Steve Carell – Nocna randka - Robert Downey Jr. – Iron Man 2 - Michael Jackson – This Is It | - Ashley Greene – Saga „Zmierzch”: Księżyc w nowiu - Anne Hathaway – Alicja w Krainie Czarów, Walentynki - Dakota Fanning – Saga „Zmierzch”: Księżyc w nowiu - Anna Kendrick – Saga „Zmierzch”: Księżyc w nowiu - Betty White – Narzeczony mimo woli                                  |
| Najlepsza męska postać skupiająca uwagę | Najlepszy związek |
| - Kellan Lutz – Saga „Zmierzch”: Księżyc w nowiu - George Lopez – Walentynki - James Marsden – Zgon na pogrzebie - Mark Wahlberg – Nocna randka - Sean Combs – Idol z piekła rodem | - Kristen Stewart i Robert Pattinson – Saga „Zmierzch”: Księżyc w nowiu - Amanda Seyfried i Channing Tatum – Wciąż ją kocham - Miley Cyrus i Liam Hemsworth – Ostatnia piosenka - Sandra Bullock i Ryan Reynolds – Narzeczony mimo woli - Taylor Swift i Taylor Lautner – Walentynki  |
| Przełomowa rola kobieca | Przełomowa rola męska |
| - Taylor Swift – Walentynki - Alexandra Daddario – Percy Jackson i bogowie olimpijscy: Złodziej pioruna - Chloe Moretz – Kick-Ass - Gemma Arterton – Starcie tytanów - Mia Wasikowska – Alicja w Krainie Czarów | - Liam Hemsworth – Ostatnia piosenka - Aaron Johnson – Kick-Ass - Jesse Eisenberg – Zombieland, Kraina przygód - Logan Lerman – Percy Jackson i bogowie olimpijscy: Złodziej pioruna - Quinton Aaron – Wielki Mike. The Blind Side                                                    |
| Najlepszy pocałunek | Najlepszy film akcji |
| - Kristen Stewart i Robert Pattinson – Saga „Zmierzch”: Księżyc w nowiu - Miley Cyrus i Liam Hemsworth – Ostatnia piosenka - Russell Brand i Jonah Hill – Idol z piekła rodem - Sandra Bullock i Ryan Reynolds – Narzeczony mimo woli - Taylor Swift i Taylor Lautner – Walentynki                                                | - Sherlock Holmes - G.I. Joe: Czas Kobry - Kick-Ass - Robin Hood - The Losers: Drużyna potępionych |
| Najlepszy aktor w filmie akcji | Najlepsza aktorka w filmie akcji |
| - Channing Tatum – G.I. Joe: Czas Kobry - Matt Damon – Green Zone - Nicolas Cage – Kick-Ass - Robert Downey Jr. – Sherlock Holmes - Russell Crowe – Robin Hood | - Rachel McAdams – Sherlock Holmes - Cate Blanchett – Robin Hood - Mila Kunis – Księga ocalenia - Sienna Miller – G.I. Joe: Czas Kobry - Zoe Saldaña – The Losers: Drużyna potępionych                                                                                                |
| Najlepszy film science-fiction | Najlepszy aktor w filmie science-fiction |
| - Avatar - 2012 - Dystrykt 9 - Iron Man 2 - Zaklęci w czasie | - Sam Worthington – Avatar - John Cusack – 2012 - Jude Law – Repo Men – Windykatorzy - Robert Downey Jr. – Iron Man 2 - Sharlto Copley – Dystrykt 9 |
| Najlepsza aktorka w filmie science-fiction | Najlepszy film fantastyczny |
| - Zoe Saldaña – Avatar - Amanda Peet – 2012 - Gwyneth Paltrow – Iron Man 2 - Scarlett Johansson – Iron Man 2 - Rachel McAdams – Zaklęci w czasie | - Saga „Zmierzch”: Księżyc w nowiu - Alicja w Krainie Czarów - Starcie tytanów - Harry Potter i Książę Półkrwi - Książę Persji: Piaski czasu |
| Najlepszy aktor w filmie fantastycznym | Najlepszy aktorka w filmie fantastycznym |
| - Taylor Lautner – Saga „Zmierzch”: Księżyc w nowiu - Jake Gyllenhaal – Książę Persji: Piaski czasu - Johnny Depp – Alicja w Krainie Czarów - Robert Pattinson – Saga „Zmierzch”: Księżyc w nowiu - Sam Worthington – Starcie tytanów                                                                                             | - Kristen Stewart – Saga „Zmierzch”: Księżyc w nowiu - Emma Watson – Harry Potter i Książę Półkrwi - Gemma Arterton – Książę Persji: Piaski czasu, Starcie tytanów - Mia Wasikowska – Alicja w Krainie Czarów - Rosario Dawson – Percy Jackson i bogowie olimpijscy: Złodziej pioruna |
| Najlepszy film dramatyczny | Najlepszy aktor w filmie dramatycznym |
| - Wielki Mike. The Blind Side - Wciąż ją kocham - Ostatnia piosenka - Twój na zawsze - The Runaways | - Robert Pattinson – Twój na zawsze - Channing Tatum – Wciąż ją kocham - Jake Gyllenhaal – Bracia - Jeremy Renner – The Hurt Locker. W pułapce wojny - Tobey Maguire – Bracia |
| Najlepsza aktorka w filmie dramatycznym | Najlepszy komedia romantyczna |
| - Sandra Bullock – Wielki Mike. The Blind Side - Kristen Stewart – The Runaways - Dakota Fanning – The Runaways - Amanda Seyfried – Wciąż ją kocham - Miley Cyrus – Ostatnia piosenka | - Walentynki - Wygrać miłość - Listy do Julii - Plan B - Narzeczony mimo woli |
| Najlepszy aktor w komedii romantycznej | Najlepsza aktorka w komedii romantycznej |
| - Ashton Kutcher – Walentynki - Joseph Gordon-Levitt – 500 dni miłości - Gerard Butler – Brzydka prawda, Dorwać byłą - Josh Duhamel – Pewnego razu w Rzymie - Ryan Reynolds – Narzeczony mimo woli | - Sandra Bullock – Narzeczony mimo woli - Amanda Seyfried – Listy do Julii - Jennifer Lopez – Plan B - Kristen Bell – Pewnego razu w Rzymie - Queen Latifah – Walentynki, Wygrać miłość                                                                                               |
| Najlepszy film komediowy | Najlepszy aktor w filmie komediowym |
| - Nocna randka - Idol z piekła rodem - Jutro będzie futro - Pan i pani Kiler - Dziewczyna z ekstraklasy | - Ashton Kutcher – Pan i pani Kiler - Chris Rock – Zgon na pogrzebie - Jonah Hill – Idol z piekła rodem - Russell Brand – Idol z piekła rodem - Steve Carell – Nocna randka |
| Najlepsza aktorka w filmie komediowym | Najlepszy Horror/Thriller |
| - Tina Fey – Nocna randka - Zoe Saldaña – Zgon na pogrzebie - Kristen Bell – Raj dla par - Lizzy Caplan – Jutro będzie futro - Emma Stone – Zombieland | - Paranormal Activity - Koszmar z ulicy Wiązów - Wyspa tajemnic - Istota - Ojczym |
| Najlepszy aktor w Horrorze/Thrillerze | Najlepsza aktorka w Horrorze/Thrillerze |
| - Leonardo DiCaprio – Wyspa tajemnic - Adam Brody – Zabójcze ciało - Jackie Earle Haley – Koszmar z ulicy Wiązów - Micah Sloat – Paranormal Activity - Penn Badgley – Ojczym | - Megan Fox – Zabójcze ciało - Audrina Patridge – Ty będziesz następna - Katie Cassidy – Koszmar z ulicy Wiązów - Michelle Williams – Wyspa tajemnic - Rumer Willis – Ty będziesz następna                                                                                            |
| Najlepszy film animowany | Najlepszy czarny charakter |
| - Toy Story 3 - Jak wytresować smoka - Marmaduke - Księżniczka i żaba - Shrek Forever | - Rachelle Lefèvre – Saga „Zmierzch”: Księżyc w nowiu - Christopher Mintz-Plasse – Kick-Ass - Joseph Gordon-Levitt – G.I. Joe: Czas Kobry - Mickey Rourke – Iron Man 2 - Stephen Lang – Avatar                                                                                        |
| Najlepsza walka | Najlepszy atak furii |
| - Mia Wasikowska vs. Jabberwocky – Alicja w Krainie Czarów - Logan Lerman vs. Jake Abel – Percy Jackson i bogowie olimpijscy: Złodziej pioruna - Robert Downey Jr. i Don Cheadle vs. The Hammer Drones – Iron Man 2 - Sam Worthington vs. Stephen Lang – Avatar - Sean Combs vs. Russell Brand i Jonah Hill – Idol z piekła rodem | - Miley Cyrus – Ostatnia piosenka - Giovanni Ribisi – Avatar - Jessica Biel – Walentynki - Sean Combs – Idol z piekła rodem - Vince Vaughn – Raj dla par |

### TV
| Przełomowa rola kobieca | Przełomowa rola męska |
| --- | --- |
| - Nina Dobrev – Pamiętniki wampirów - Bridgit Mendler – Powodzenia, Charlie! - Dianna Agron – Glee - Mae Whitman – Parenthood - Sarah Hyland – Współczesna rodzina                                  | - Paul Wesley – Pamiętniki wampirów - Ken Jeong – Community - Kevin McHale – Glee - Mark Salling – Glee - Rico Rodriguez – Współczesna rodzina                                                                        |
| Przełomowy program | Najlepsza kobieca postać skupiająca uwagę |
| - Pamiętniki wampirów - Community - Druga szansa - Współczesna rodzina - Victoria znaczy zwycięstwo                                                                                                 | - Hilary Duff – Plotkara - Amber Riley – Glee - Bethany Joy Lenz – Pogoda na miłość - Katerina Graham – Pamiętniki wampirów - Shenae Grimes – 90210                                                                   |
| Najlepsza męska postać skupiająca uwagę | Osobowość telewizyjna |
| - Chris Colfer – Glee - James Lafferty – Pogoda na miłość - Johnny Galecki – Teoria wielkiego podrywu - Matthew Morrison – Glee - Simon Helberg – Teoria wielkiego podrywu                          | - Ryan Seacrest - Cat Deeley - Mario Lopez - Nick Cannon - Simon Cowell |
| Najlepszy serial dramatyczny | Najlepszy aktor w serialu dramatycznym |
| - Plotkara - 90210 - Chirurdzy - Dr House - Tajemnica Amy | - Chace Crawford – Plotkara - Daren Kagasoff – Tajemnica Amy - Ken Baumann – Tajemnica Amy - Penn Badgley – Plotkara - Tristan Wilds – 90210                                                                          |
| Najlepsza aktorka w serialu dramatycznym | Najlepszy serial fantastyczny/science-fiction |
| - Leighton Meester – Plotkara - Sophia Bush – Pogoda na miłość - Blake Lively – Plotkara - Olivia Wilde – Dr House - Shailene Woodley – Tajemnica Amy                                               | - Pamiętniki wampirów - Fringe - Zagubieni - Tajemnice Smallville - Nie z tego świata |
| Najlepszy aktor w serialu fantastycznym/science-fiction | Najlepsza aktorka w serialu fantastycznym/science-fiction |
| - Paul Wesley – Pamiętniki wampirów - Josh Holloway – Zagubieni - Joshua Jackson – Fringe - Ryan Kwanten – Czysta krew - Tom Welling – Tajemnice Smallville                                         | - Nina Dobrev – Pamiętniki wampirów - Anna Paquin – Czysta krew - Anna Torv – Fringe - Evangeline Lilly – Zagubieni - Hayden Panettiere – Herosi                                                                      |
| Najlepszy serial akcji | Najlepszy aktor w serialu akcji |
| - NCIS: Los Angeles - 24 godziny - Człowiek – cel - Tożsamość szpiega - Chuck | - Zachary Levi – Chuck - Kiefer Sutherland – 24 godziny - Mark Valley – Człowiek – cel - Jeffrey Donovan – Tożsamość szpiega - LL Cool J – NCIS: Los Angeles                                                          |
| Najlepsza aktorka w serialu akcji | Najlepszy serial komediowy |
| - Yvonne Strahovski – Chuck - Gabrielle Anwar – Tożsamość szpiega - Katee Sackhoff – 24 godziny - Mary Lynn Rajskub – 24 godziny - Daniela Ruah – NCIS: Los Angeles                                 | - Glee - Teoria wielkiego podrywu - Współczesna rodzina - Słoneczna Sonny - Czarodzieje z Waverly Place |
| Najlepszy aktor w serialu komediowym | Najlepsza aktorka w serialu komediowym |
| - Jonas Brothers – Jonas L.A. - Cory Monteith – Glee - Jim Parsons – Teoria wielkiego podrywu - Sterling Knight – Słoneczna Sonny - Steve Carell – Biuro                                            | - Selena Gomez – Czarodzieje z Waverly Place - Demi Lovato – Słoneczna Sonny - Isabella Collins i Miranda Cosgrove – iCarly - Kaley Cuoco – Teoria wielkiego podrywu - Lea Michele – Glee                             |
| Najlepszy serial animowany | Najlepsze reality show |
| - Family Guy - American Dad! - The Cleveland Show - South Park - Gwiezdne wojny: Wojny klonów | - Kardashianowie - Ekipa z New Jersey - The Price of Beauty - Taking The Stage - Wzgórza Hollywood |
| Najlepszy program rozrywkowy | Najlepsza męska postać w reality show |
| - American Idol - America’s Best Dance Crew - Zostań top modelką - Taniec z gwiazdami - Projekt Runway                                                                                              | - Lee Dewyze – American Idol - Bret Michaels – Miłość w rytmie rocka - Brody Jenner – Wzgórza Hollywood - Michael „The Situation” Sorrentino – Ekipa z New Jersey - Paul „DJ Pauly D” DelVecchio – Ekipa z New Jersey |
| Najlepsza kobieca postać w reality show | Najlepszy czarny charakter |
| - Siostry Kardashian – Kardashianowie - Crystal Bowersox – American Idol - Kristin Cavallari – Wzgórza Hollywood - Lauren Conrad – Wzgórza Hollywood - Nicole „Snooki” Polizzi – Ekipa z New Jersey | - Ian Somerhalder – Pamiętniki wampirów - Russell Hantz – Survivor: Heroes vs. Villains - Jane Lynch – Glee - Ed Westwick – Plotkara - Terry O’Quinn – Zagubieni                                                      |
| Najlepszy rodzic | |
| - Mike O’Malley – Glee - Kris i Bruce Jenner – Kardashianowie - Bethany Joy Lenz i James Lafferty – Pogoda na miłość - Lauren Graham – Parenthood - Lori Loughlin i Rob Estes – 90210               | |

### Muzyka
| Najlepsza piosenkarka – Sponsorowane przez Proactiv | Najlepszy album country |
| --- | --- |
| - Lady Gaga - Ke$ha - Miley Cyrus - Shakira - Taylor Swift | - Fearless – Taylor Swift - Doin' My Thing – Luke Bryan - Need You Now – Lady Antebellum - Play On – Carrie Underwood - The Foundation – Zac Brown Band                                      |
| Najlepszy album rap | Najlepszy album rockowy |
| - Relapse – Eminem - B.o.B Presents: The Adventures of Bobby Ray – B.o.B - Battle of the Sexes – Ludacris - So Far Gone (EP) – Drake - The Blueprint 3 – Jay-Z                                                                                | - Brand New Eyes – Paramore - To the Sea – Jack Johnson - Leave This Town – Daughtry - The Resistance – Muse - Save Me San Francisco – Train                                                 |
| Najlepszy album pop | Najlepszy album R&B |
| - My World 2.0 – Justin Bieber - Here We Go Again – Demi Lovato - Animal – Ke$ha - The Fame Monster – Lady Gaga - The E.N.D – The Black Eyed Peas                                                                                             | - Jason Derülo – Jason Derülo - Rated R – Rihanna - Raymond v. Raymond – Usher - The ArchAndroid – Janelle Monáe - The Element of Freedom – Alicia Keys                                      |
| Najlepsza rockowa ścieżka dźwiękowa | Najlepsza miłosna piosenka |
| - Ignorance – Paramore - All the Right Moves – OneRepublic - Breakeven – The Script - Hey, Soul Sister – Train - You and Your Heart – Jack Johnson                                                                                            | - When I Look at You – Miley Cyrus - Catch Me – Demi Lovato - Neutron Star Collision (Love Is Forever) – Muse - Who I Am – Nick Jonas and the Administration - The Only Exception – Paramore |
| Najlepszy duet | Najlepszy singel |
| - Airplanes – B.o.B feat. Hayley Williams - I Like It – Enrique Iglesias feat. Pitbull - If We Ever Meet Again – Timbaland feat. Katy Perry - Telephone – Lady Gaga feat. Beyoncé Knowles - We'll Be a Dream – We the Kings feat. Demi Lovato | - California Gurls – Katy Perry feat. Snoop Dogg - Bad Romance – Lady Gaga - Can't Be Tamed – Miley Cyrus - Nothin' on You – B.o.B feat. Bruno Mars - Your Love Is My Drug – Ke$ha           |
| Najlepszy debiut piosenkarki | Najlepszy debiut piosenkarza |
| - Selena Gomez & the Scene - Demi Lovato - Ke$ha - Miranda Cosgrove - Nicki Minaj | - Justin Bieber - B.o.B - Drake - Jason Derülo - Nick Jonas and the Administration |
| Najlepszy piosenkarz | Najlepszy zespół |
| - Justin Bieber - Adam Lambert - Drake - Jason Derülo - Usher | - Selena Gomez & the Scene - Zespół Glee - New Boyz - The Black Eyed Peas - Young Money |
| Najlepszy zespół rockowy | Najlepszy artysta rap |
| - Paramore - MGMT - Kings of Leon - Muse - Train | - Eminem - Drake - Jay-Z - Ludacris - Pitbull |
| Najlepszy artysta R&B | Najlepszy zespół country |
| - Beyoncé Knowles - Alicia Keys - Rihanna - Trey Songz - Usher | - Lady Antebellum - Gloriana - Rascal Flatts - Sugarland - Zac Brown Band |
| Najlepszy piosenkarz country | Najlepsza piosenkarka country |
| - Keith Urban - Brad Paisley - Darius Rucker - Kenny Chesney - Luke Bryan | - Taylor Swift - Carrie Underwood - Gretchen Wilson - Martina McBride - Miranda Lambert |
| Najlepsza piosenka country | |
| - Fifteen – Taylor Swift - Need You Now – Lady Antebellum - The House That Built Me – Miranda Lambert - Undo It – Carrie Underwood - Water – Brad Paisley                                                                                     | |

### Lato
| Najlepszy film lata | Najlepszy aktor lata |
| --- | --- |
| - Saga „Zmierzch”: Zaćmienie - Jak ukraść księżyc - Duże dzieci - Incepcja - Wybuchowa para - Salt - Drużyna A - Karate Kid - Ostatni władca wiatru - Uczeń czarnoksiężnika                     | - Robert Pattinson – Saga „Zmierzch”: Zaćmienie - Adam Sandler – Duże dzieci - Jaden Smith – Karate Kid - Taylor Lautner – Saga „Zmierzch”: Zaćmienie - Zac Efron – Charlie St. Cloud |
| Najlepsza aktorka lata | Najlepszy program rozrywkowy lata |
| - Kristen Stewart – Saga „Zmierzch”: Zaćmienie - Angelina Jolie – Salt - Cameron Diaz – Wybuchowa para - Emma Roberts – Odlot - Selena Gomez – Ramona i Beezus                                  | - Słodkie kłamstewka - Za wszelką cenę - You Can Dance - Tajemnica Amy - Wipeout |
| Najlepszy aktor lata w serialu | Najlepsza aktorka lata w serialu |
| - Ian Harding – Słodkie kłamstewka - David Henrie – Czarodzieje z Waverly Place - Kyle Swann – iCarly - Stephen Moyer – Czysta krew - Zachary Abel – Za wszelką cenę                            | - Lucy Hale – Słodkie kłamstewka - Annamarie Kenoyer – iCarly - Josie Loren – Za wszelką cenę - Nikki Blonsky – Huge - Tiffany Thornton – Słoneczna Sonny                             |
| Najlepszy piosenkarz lata | Najlepsza piosenkarka lata |
| - Justin Bieber - B.o.B - Drake - Eminem - Taio Cruz | - Lady Gaga - Katy Perry - Ke$ha - Miley Cyrus - Rihanna |
| Najlepsza piosenka lata | |
| - California Gurls – Katy Perry feat. Snoop Dogg - Airplanes – B.o.B feat. Hayley Williams - Alejandro – Lady Gaga - Billionaire – Travis McCoy feat. Bruno Mars - Your Love Is My Drug – Ke$ha | |

### Moda
| Najprzystojniejszy mężczyzna | Najpiękniejsza kobieta                                                                 |
| --- | -------------------------------------------------------------------------------------- |
| - Taylor Lautner - Ian Somerhalder - Kellan Lutz - Robert Pattinson - Zac Efron                                                                              | - Megan Fox - Scarlett Johansson - Jessica Biel - Katy Perry - Kim Kardashian          |
| Najlepsza linia odzieżowa gwiazdy | Męska ikona mody na czerwonym dywanie                                                  |
| - Miley Cyrus i Max Azria – Miley and Max - Diddy – Sean John - Gwen Stefani – L.A.M.B. - Justin Timberlake – William Rast - Nicole Richie – House of Harlow | - Taylor Lautner - Justin Timberlake - Jonas Brothers - Ashton Kutcher - Russell Brand |
| Kobieca ikona mody na czerwonym dywanie |                                                                                        |
| - Selena Gomez - Eva Longoria Parker - Miley Cyrus - Lady Gaga - Katy Perry                                                                                  |                                                                                        |

### Inne
| Najlepszy gwiazdorski uśmiech (prezentowany przez Invisalign Teen)                       | Najlepszy dureń                                                                                        |
| ---------------------------------------------------------------------------------------- | --- |
| - Taylor Lautner - Zac Efron - Victoria Justice - Isabella Collins - Miranda Cosgrove    | - Ellen DeGeneres - Cory Monteith - George Lopez - Kim Kardashian - Ryan Seacrest                      |
| Najlepszy uczestnik American Idol                                                        | Najlepszy aktywista                                                                                    |
| - David Archuleta - Carrie Underwood - Chris Daughtry - Jennifer Hudson - Kelly Clarkson | - Shakira - Eva Longoria Parker - Jessica Simpson - Justin Timberlake - Leonardo DiCaprio              |
| Najlepsza gra video                                                                      | Najpopularniejsza internetowa gwiazda                                                                  |
| - The Sims 3 - Band Hero - Green Day: Rock Band - Halo 3 - New Super Mario Bros. Wii     | - Shane Dawson - Charles Trippy - Fred/Lucas Cruikshank - Greyson Chance - iJustine                    |
| Najśmieszniejszy komik                                                                   | Najlepszy sportowiec                                                                                   |
| - Ellen DeGeneres - George Lopez - Chelsea Handler - Aziz Ansari - Jimmy Fallon          | - David Beckham - Albert Pujols - Apolo Anton Ohno - Drew Brees - Lebron James                         |
| Najlepsza sportsmenka                                                                    | Najlepszy aktywny sportowiec                                                                           |
| - Serena Williams - Candace Parker - Danica Patrick - Lindsey Vonn - Misty May Treanor   | - Ryan Sheckler - Shaun White - Travis Pastrana - Kelly Slater - Kevin Pierce                          |
| Najlepsza aktywna sportsmenka                                                            | Najwięksi fanatycy gwiazd                                                                              |
| - Maya Gabeira - Tonah Bright - Hannah Teter - Sarah Burke - Ashley Fiolek               | - Fani Zmierzchu - Fani Davida Archulety - Fani zespołu Glee - Fani Justina Biebera - Fani Miley Cyrus |